# Francis John Pettijohn
Francis John Pettijohn (* 20. Juni 1904 in Waterford, Racine County, Wisconsin; † 23. April 1999 in Glen Arm, Maryland) war ein amerikanischer Sedimentologe, dessen Bücher über Sedimentgesteine, ihre Eigenschaften und Struktur einen wesentlichen Beitrag zur Entwicklung der Sedimentologie geleistet haben.

## Leben
Pettijohn durchlief seine akademische Ausbildung an der University of Minnesota (B.A. 1924; M.A. 1925; Ph.D. 1930). Der Forschungsschwerpunkt seiner Arbeit lag im Präkambrium von Minnesota. Nach dem Erhalt des Doktorgrads ging er für zwei Jahre an das Oberlin College in Ohio, um dann nach einem Jahr als Fellow an der University of California (1927–1928) zur University of Chicago zu wechseln. Dort begann er 1929 ein Unterrichtsprogramm über Sedimentgesteine mit zwei sedimentologischen Kursen und lehrte chemische Mikroskopie. 1946 wurde er zum full professor ernannt und arbeitete mit Norman Bowen, J Harlen Bretz, Heinz A. Lowenstam und Hans Ramberg zusammen. Sechs Jahre lang war er Herausgeber des Journal of Geology, der seit 1893 publizierten geowissenschaftlichen Zeitschrift der University of Chicago.
Ab 1952 bis zur Emeritierung im Jahr 1973 arbeitete Pettijohn an der Johns Hopkins University in Baltimore, unter anderem mit Ernst Cloos (dem Bruder des deutschen Geologen Hans Cloos), Hans Eugster, Steven M. Stanley und Aaron Waters, unter seinen Studenten war Paul Hoffman. Auch nach seiner Emeritierung war er wissenschaftlich weiter aktiv, brachte neue Auflagen seiner Bücher heraus und schrieb geologische Aufsätze.
Pettijohn war verheiratet und hatte mit seiner Frau Dorothy drei Kinder. Nach ihrem Tod 1989 heiratete er Virginia Romberger († 1996).
Zu seinen Doktoranden zählt Raymond Siever.

## Wirken
Schon zu Beginn seiner wissenschaftlichen Laufbahn lag sein Hauptinteresse auf sedimentologischem Gebiet. Er untersuchte die Sedimente des Präkambriums in Ontario und des Ordoviziums von Minnesota und Wisconsin und hielt später in Chicago sedimentologische Vorlesungen. Fast jeden Sommer verbrachte er mit Kartierungsarbeiten in der Region des Lake Superior und arbeitete unter anderem für den geologischen Dienst des Bundesstaates Michigan, den United States Geological Survey und den Geological Survey of Canada. Während des Zweiten Weltkrieges unterstützte er Explorationsarbeiten in den Bändereisenerzen des oberen Michigan, an denen er zeitlebens interessiert blieb. Seine regelmäßigen Geländearbeiten überzeugten ihn davon, dass die Theorien der Geologen sich letztlich an den Befunden in Aufschlüssen messen lassen müssen (Only outcrops keep geologists honest).
Seine sedimentologischen Erkenntnisse flossen in das Handbuch der Sedimentpetrologie (A Manual of Sedimentary Petrology), das er 1938 zusammen mit William C. Krumbein herausgab. Das Buch entwickelte sich weltweit zu einem Standardwerk der Sedimentologie, ebenso das 1949 erschienene Werk über Sedimentgesteine (Sedimentary Rocks). Viel beachtet wurde auch seine Beschreibung der sedimentbildenden Vorgänge im Archaikum (Archean Sedimentation), die er 1943 im Bulletin der Geological Society of America veröffentlichte.
Sehr produktiv war Pettijohn während seiner Zeit an der Johns Hopkins University in Baltimore (1952–1973). Der Wechsel von Präkambrium zum Paläozoikum der Appalachen gab ihm die Möglichkeit, mit den von ihm bevorzugten Methoden der Sedimentologie klarere Ergebnisse zu erzielen als in den vielfach metamorphen und überprägten Gesteinen des Präkambriums, die er bisher studiert hatte. Er veröffentlichte weitere zwei international als Standardwerke angesehene Bücher (Paleocurrents and Basin Analysis, 1963 und Sand and Sandstone, 1972), gab die dritte Auflage von Sedimentary Rocks heraus (1976) und stellte ein Verzeichnis sedimentologischen Basiswissens zusammen (Atlas and Glossary of Sedimentary Structures, 1964). 1988 erschienen seine Betrachtungen zum Leben als Feldgeologe (Memoirs of an Unrepentant Field Geologist), das auf mehr als ein halbes Jahrhundert geologischer Studien zurückblicken konnte.

## Ehrungen
Pettijohn war Fellow der Geological Society of America, der American Academy of Arts and Sciences (1960) und der Society of Economic Paleontologists and Mineralogists, Mitglied der National Academy of Sciences und seit 1963 Ehrenmitglied der Society for Sedimentary Geology.
Darüber hinaus wurde er mehrfach ausgezeichnet:
- Wollaston-Medaille der Geological Society of London (1974)[3]
- Twenhofel-Medaille der SEPM (1974)[2]
- Penrose-Medaille (1975)[4]
- Sorby-Medaille (1982) der International Association of Sedimentologists.[5]

Zu seinen Ehren richtete die Society of Economic Paleontologists and Mineralogists die Francis-J.-Pettijohn-Medaille ein (Francis J. Pettijohn Medal for Sedimentology), die für besondere Beiträge auf dem Gebiet der Sedimentologie verliehen wird.
1978 wurde ihm der Ehrendoktor der Johns Hopkins University verliehen.

## Werke
- A Manual of Sedimentary Petrology. 1938 mit W.C. Krumbein.
- Sedimentary Rocks.  Harper Collins, 3. Auflage 1983 (zuerst 1949).
- Paleocurrents and Basin Analysis. Springer Verlag 1963, 1977.
- Sand and sandstone. 1972 (2. Auflage 1987 in der Google-Buchsuche).
- Chemical Composition of Sandstones—Excluding Carbonate and Volcanic Sands. 1963.
- Atlas and Glossary of Sedimentary Structures. Springer Verlag 1964.
- Memoirs of an Unrepentant Field Geologist. University of Chicago Press, 1988 (Autobiographie).
- (Herausgeber) Studies of Appalachian Geology: Central and Southern. Wiley 1970.
- Archean sedimentation (southern Canadian Shield). Geological Society of America Bulletin, Band 54, 1943, S. 925–972.
- (Herausgeber) A century of geology 1885–1985 at the Johns Hopkins University. 1988.